# Weekend Music
Weekend Music är ett album av Kim Larsen & Kjukken från 2001.

## Låtlista
1. Ring My Bell
2. There But For Fortune
3. Voulez Vous Coucher
4. Wait A While
5. Mamma May
6. Little Richard
7. Ok Paisa
8. Silver Dagger
9. Betty Bif
10. Hush Little Baby
11. Voulez Vous Coucher
12. Warum
13. Come